# 長崎国際大学の人物一覧
長崎国際大学の人物一覧は長崎国際大学に関係する人物の一覧記事。

## 著名な教職員
- 流敏晴 ‐ 学生課、硬式野球部監督、元プロ野球選手
- 森山一人 - 硬式野球部監督、元プロ野球選手
- 小椋真介 - 硬式野球部コーチ、元プロ野球選手
- 石橋尚登 - 硬式野球部コーチ、元プロ野球選手
- 野口彩佳 - バレーボール部監督
- 安東由喜雄 - 学長、世界アミロイドーシス学会理事長、熊本大学名誉教授・客員教授、アミロイドーシス病態解析学分野教授

## OB・OG

### 芸能
- 辻恵子（2014年ミス・ユニバース・ジャパン）
- 仲本百合香（モデル、ミス・スプラナショナル2018日本代表）
- 松田小百合（タレント）

### スポーツ
- 古賀豪紀（元プロ野球選手。現役引退後に入学・卒業）
- ピダーソン和紀（プロ野球選手）
- 有薗未也美（バレーボール選手）
- 内山優衣（バレーボール選手）